# Mount Makaturing
Mount Makaturing is een actieve stratovulkaan op het Filipijnse eiland Mindanao. De vulkaan ligt in de gemeente Butig in de provincie Lanao del Surin Autonomous Region in Muslim Mindanao. Mount Makaturing is een van de 22 actieve vulkanen van de Filipijnen en maakt deel uit van de Pacific Ring of Fire.

## In het nieuws
Op 18 mei 1947 stortte een C-47 van de Filipijnse luchtmacht neer op Mount Makaturing. Alle 17 inzittenden, waaronder de commandant van de Filipijnse luchtmacht, kolonel Edwin Andrews en voormalig senator Francisco Zulueta, kwamen om het leven. Enkele jaren later werd de vliegbasis bij Zamboanga City geopend. Deze basis heet tegenwoordig Edwin Andrews Airbase.